# Balkán (Praha)
Balkán je místní název pro území, které se nachází v severovýchodní části Prahy 3. Rozkládá se na hřebeni táhlého vrchu a na jeho severním svahu, převážně v katastru obce Vysočany a částečně v katastru obce Žižkov. Oblast mezi Krejcárkem, Novými Vysočany a vrchem Třešňovkou přibližně ohraničují ulice Na Balkáně, Spojovací a Odlehlá. Název „Balkán“ nesou ulice Na Balkáně a Pod Balkánem a zastávka MHD Balkán.

## Historie

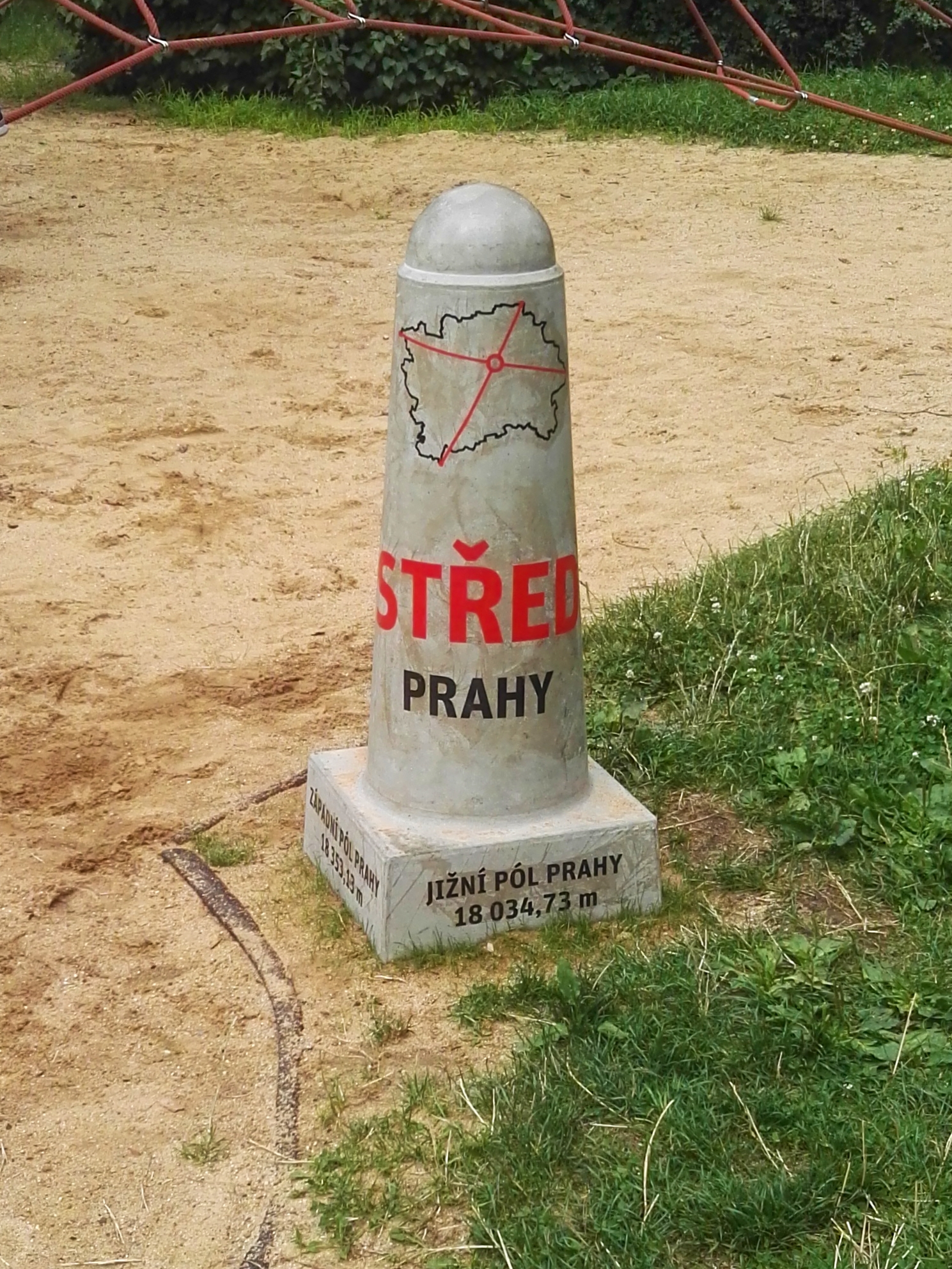
Střed Prahy

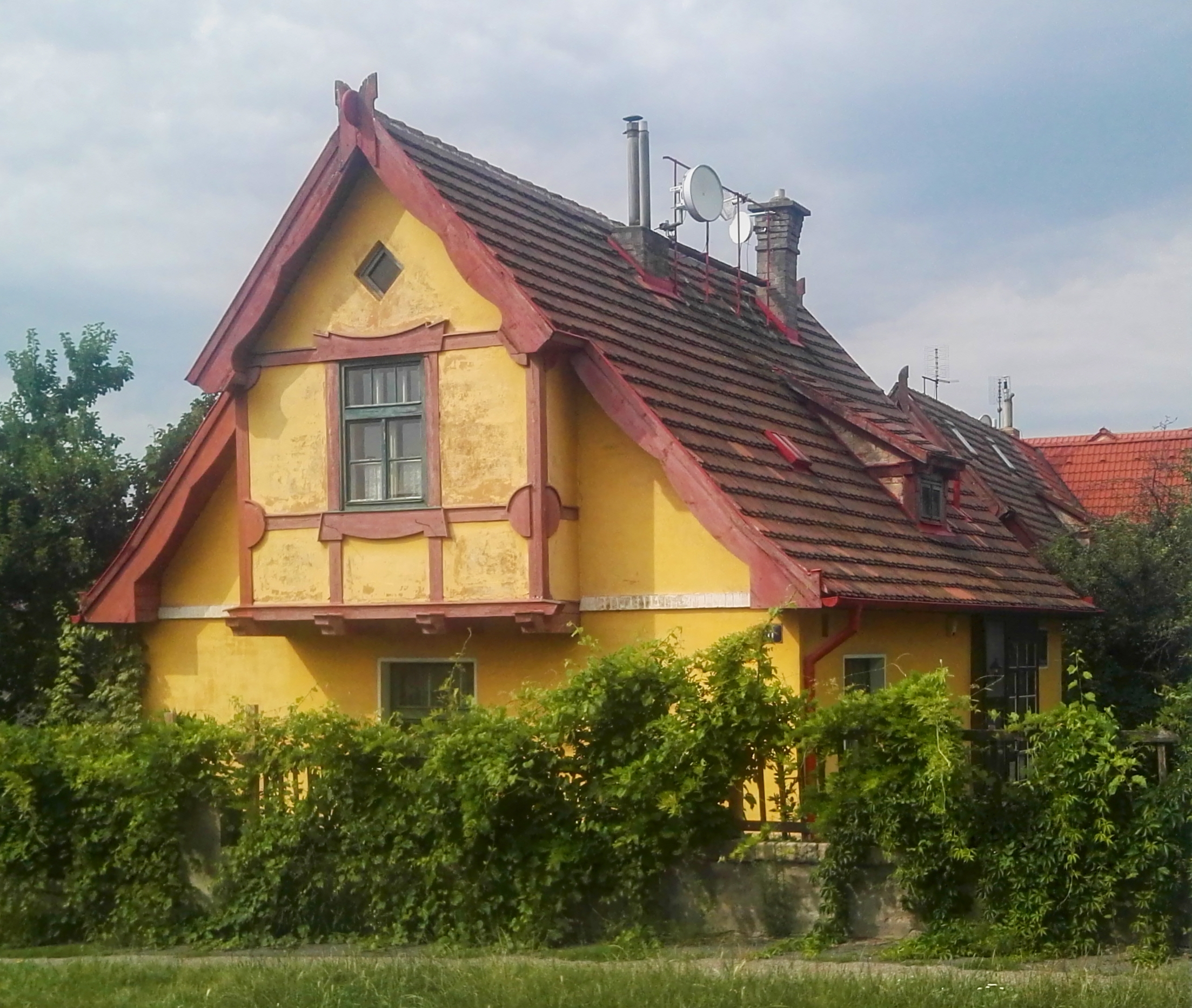
Marešův domek

Oblast Balkánu patřila k obvodu Praha IX – Vysočany, z něj byla roku 1949 připojena k obvodu Praha 11. Ulice Na Balkáně vznikla roku 1925 při výstavbě kolonie rodinných domů družstva Domov, kterou ze severní strany ohraničovala. Při následné výstavbě východním směrem byla tato ulice prodloužena až k vrchu Třešňovka a ulici Spojovací; na pozemku na její severní straně byla roku 1938 založena zahrádkářská kolonie pod stejným názvem.

## Zajímavá místa
- Kolonie rodinných domů stavebního družstva Domov – rodinné domy v zahradách byly postaveny v letech 1921–1925 podle návrhu architekta Ladislava Machoně. Stavební družstvo Domov je stavělo pro státní a veřejné zaměstnance. Ulice mají názvy Hraniční, Na Balkáně, Na Hlídce, Strážní, V Bezpečí a V Domově, na západní straně ohraničuje kolonii ulice Za Žižkovskou vozovnou. Ulice V Bezpečí nese svůj název od roku 1938, ostatní ulice od roku 1925.
- Do jednoho z rodinných domů (čp. 1350 na nároží uliček V Bezpečí a Hraniční) se v roce 1923 nastěhoval policejní inspektor František Mareš; je známý jako Marešův domek.[1]
- Zahrádkářská osada – založena roku 1938. Rada hlavního města Prahy schválila výstavbu zahrádkářské osady na zdejších pozemcích, které spolek dostal jako náhradu za pozemek na vrchu Vítkově. Osada je jednou z nejstarších zahrádkářských osad v Praze.[2]
- Kostel svatého Vojtěcha (Vysočany) – původně kaple, která vznikla roku 1939 ve zrušené "orlovně".
- Cedr Na Balkáně – památný cedr atlaský, v areálu Sokola.
- T.J. Sokol Žižkov II.
- V ulici Na Balkáně 2866/17 je Dům dětí a mládeže Praha 3, nazývaný "Ulita".[3]
- Na dětském hřišti v ulici Na Balkáně je od června 2021 umístěn sloupek vyznačující pomyslný "Střed Prahy" (průsečík spojnic mezi nejsevernějším a nejjižnějším, resp. nejzápadnějším a nejvýchodnějším bodem Prahy; má souřadnice 50°5'40.236"N, 14°28'50.281"E).[4]

Od ulice Spojovací vede ulicí Na Balkáně směrem ke Gymnáziu Na Pražačce cyklostezka A25.